# Philip Johnson

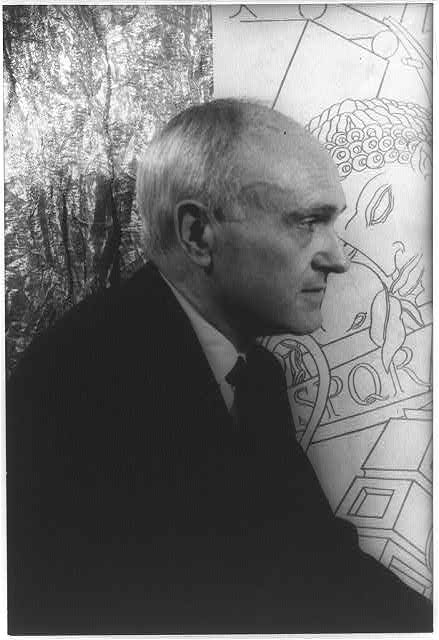
Philip Johnson 1963.
Foto: Carl Van Vechten.

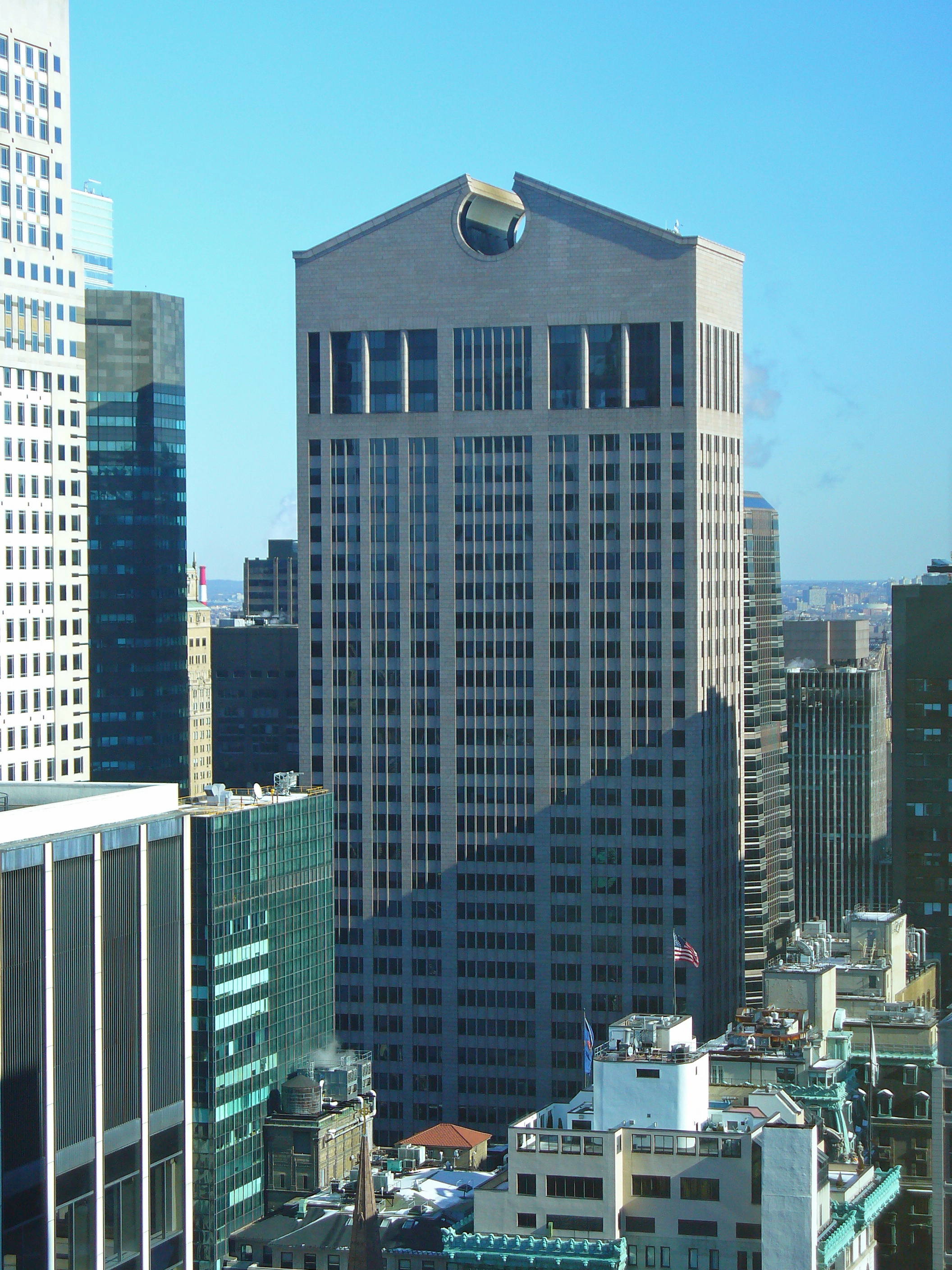
Sony Building (AT&T Building), New York.

Philip Cortelyou Johnson, född 8 juli 1906 i Cleveland, Ohio, död 25 januari 2005 i New Canaan, Connecticut, var en amerikansk arkitekt.

## Biografi
Philip Johnson utbildade sig vid Harvard i arkitekturhistoria 1930 och arkitektur 1940. Han var kurator vid Museum of Modern Art i New York och tog arkitektexamen 1943. Han arbetade med Richard Foster 1964-1967 och med John Burgee 1967-1987.
Philip Johnson introducerade den europeiska, modernistiska arkitekturen i USA. Under 1930-talet befrämjade han denna på flera sätt. Han använde sin position på Museum of Modern Art och utgav skrifter som The International Style: Architecture since 1922 (1932) tillsammans med Henry Russell Hitchcock). I denna skrift myntades begreppet International School of Architecture. Han stödde också arkitekter med sin personliga förmögenhet och lockade bland annat Mies van der Rohe att flytta till USA, där han uppdrog åt honom att rita sin lägenhet. De två samarbetade även i arbetet med Seagram Building. Som arkitekt från 1940-talet ritade han kontorshus och privata villor med stora glasfasader, exklusiva material och vidlyftiga ytor.
Philip Johnson bröt så småningom med modernismen och senare även med postmodernismen. Hans AT&T Building, numera Sony Building, i New York gjorde skandalsuccé 1984 med skyskrapans historicerande krona. Denna betraktas ibland som postmodernismens internationella genombrott.
År 1988 arrangerade Philip Johnson en utställningen ”Deconstructivist Architecture” på Museum of Modern Art och presenterade där Zaha Hadid, Frank Gehry, Peter Eisenman, Rem Koolhaas, Daniel Libeskind, Coop Himmelblau och Bernard Tschumi som framtida dekonstruktivister. Så småningom blev alla dessa berömda arkitekter, samtidigt som deras stilar glidit så långt ifrån varandra att det längre är svårt att tala om en enda stil.
Om Philip Johnson brukar sägas att han var mer fokuserad på stil än substans[källa behövs]. Han fick som första pristagare Pritzkerpriset 1979.
Johnson finns representerad vid bland annat Metropolitan  Museum, Museum of Modern Art och Art Institute of Chicago.

## Verk i urval
- Cathedral of Hope, Dallas, Texas, USA, 1996-1998.
- Celebration, Disney World Town, Orlando, Florida, USA, 1995.
- Lewis residence, Cleveland, Ohio, USA, 1989-1995.
- International Place (kontor), Boston, Massachusetts, USA, 1985.
- AT&T Building, New York, USA, 1984 (numera Sony Building)
- One United Bank Center, Denver, Colorado, USA, 1983.
- RepublicBank Center, Houston, Texas, USA, 1983.
- Transco Tower, Houston, Texas, USA, 1982.
- Garden Grove Crystal Cathedral, Garden Grove, Kalifornien, USA, 1980.
- Water Garden (torg), Fort Worth, Texas, USA, 1980.
- Pennzoil Palace, Houston, Texas, USA, 1975-1976.
- Boston Public Library (tillbyggnad), Boston, Massachusetts, USA, 1971.
- IDS Center, Minneapolis, Minnesota, USA, 1968-1973.
- Konstmuseum, Bielefeld, Tyskland, 1963-1968.
- Kline Biology Tower of the Yale University, New Haven, Connecticut, USA, 1962-1965.
- New York State Theatre vid Lincoln Center, New York, USA, 1962-1964.
- University of Nebraska Art Gallery, Lincoln, Nebraska, USA, 1962.
- Amon Carter Museum, Fort Worth, Texas, USA, 1961.
- Rehovot Nuclear Plant (kärnkraftverk), Rehovoth, Israel, 1960-1961.
- Synagoga, Port Chester, New York, USA, 1956.
- Seagram Building, New York, USA, 1954-1958.
- Winton House, Wayzata, Minnesota, USA, 1952.
- Johnson House (The Glass House), New Canaan, Connecticut, USA, 1949.